# 爟一
爟一，又名巨蟹座ψ，BD+25 1865，HD 67767、SAO 79995、HR 3191，是巨蟹座的一颗恒星，视星等为5.73，位于銀經196.89，銀緯27.9，其B1900.0坐标为赤經8h 4m 25.8s，赤緯+25° 27.9′ 39″。是一颗高自行速率的恒星。